# Gaio Cassio Regalliano
Gaio Cassio Regalliano (latino: Gaius Cassius Regallianus; fl. 202) è stato un politico romano, console suffetto nel 202 con Tito Murenio Severo.

## Biografia
Il console Regalliano e il suo collega Severo erano sconosciuti agli storici fino alla pubblicazione nel 2001 di un diploma militare. Questo ritrovamento ha generato una certa commozione nell'ambiente, in quanto in tutta la prosopografia dell'impero romano, l'unica occorrenza del cognomen 'Regal(l)ianus' è quella di un usurpatore che si rivoltò contro l'imperatore Gallieno (256-268), Regaliano. Questo usurpatore si ribellò contro Gallieno nel 260, nell'area del Danubio: le monete coniate dall'usurpatore riportano il suo nome come P C REGALIANVS, in cui il nomen viene normalmente esplicitato come Cornelius, anche se altre possibilità non sono da escludere.
L'importanza di questa scoperta risiede nel fatto che l'usurpatore Regaliano è attestato solo dalle sue monete e da un piccolo brano dell'inaffidabile Historia Augusta: la presenza, all'inizio del III secolo, di un console recate il rarissimo cognomen di Regaliano e appartenente ad una famiglia il cui nome inizia per 'C' apre la porta ad alcune interessanti possibilità. Un Regaliano potrebbe essere stato nominato governatore della Pannonia o della Moesia, ed essersi ribellato contro Gallieno; questa identificazione risolverebbe il problema dell'interpretazione di una affermazione della Historia, che vuole l'usurpatore un comandante militare di rango equestre invece che del rango senatoriale come avrebbe dovuto essere.